# Hilda De Groote
Hilda de Groote (Gent, 14 oktober 1945 - Wenen, 18 augustus 2023 ) was een Belgische zangeres. Haar stembereik was sopraan.
Zij kreeg lessen van operadirecteur Karel Locufier, haar ontdekker. Zij maakte in 1961 haar debuut bij de Koninklijke Opera Gent in Les contes d'Hoffmann. Zij vertolkte talloze rollen in operettes en opera’s, zowel bij genoemd operagezelschap in Gent, maar ook bij de Staatsopera’s in Wenen en Beieren. Zij werd veelal ingeschakeld voor soubretterollen, bijvoorbeeld Sophie in Der Rosenkavalier van Richard Strauss. Die rol zong zij talloze keren, ook onder leiding van dirigent Carlos Kleiber. Zij was voorts te zien tijdens allerlei festivals in binnen- en buitenland. In aanvulling op genoemd repertoire trad zij op als concertzangeres, maar ook als zangpedagoog aan het conservatorium in Wenen. Zij was lerares van onder meer Judith Halasz. Zij is ook jurylid geweest bij de Koningin Elisabethwedstrijden.
In 1986 werd Hilda De Groote onderscheiden met de eremedaille van de stad Gent ; rond 1994 kreeg zij de medaille van Ridder in de Leopoldsorde. In 2010 nam zij afscheid van de podia en kreeg in Gent een galaconcert toebedeeld.
Hilda was getrouwd met cellist Reinhold Sigel, cellist bij Wiener Philharmoniker. Zij trok zich een tijd terug in verband met de opvoeding van haar twee kinderen (rond 1981).